# Choya (departamento)
Choya é um departamento da Argentina, localizado na 
província de Santiago del Estero.